# پل لاکهارت
پل لاکهارت (به انگلیسی: Paul Scott Lockhart) فضانورد اهل ایالات متحده آمریکا است که در ۲۸ آوریل ۱۹۵۶ میلادی در آماریلو، تگزاس زاده شد. وی در مأموریت اس‌تی‌اس-۱۱۱، اس‌تی‌اس-۱۱۳ حضور داشته‌است.